# Covoada (Cabo Verde)
Covada, ou Covoada (em Crioulo cabo-verdiano (escrito em ALUPEC): Kobada) é uma aldeia na ilha de São Nicolau

## Nota
1. ↑  «Resultados de censo de 2010 na Ilha de São Nicolau». Instituto Nacional de Estatística Cabo Verde. 25 de março de 2014. Consultado em 7 de abril de 2019. Arquivado do original em 11 de março de 2016